# 智利風鈴草
智利風鈴草（学名：Lapageria rosea），又稱戈比愛野百合，是垂花科智利風鈴草屬的植物。原產於智利南部的森林裡，是智利的國花。智利風鈴草屬內只有智利風鈴草這一個種。
長綠性的攀緣植物，攀附在其他樹木上，植株高度有時可以高達 10 公尺以上。花紅色，花被片有六片。果實為漿果，可以食用，內含有許多細小的種子。
智利風鈴草的果實在智利稱為 pepino（黃瓜），果實的外形像小黃瓜，而味道有點像冷子番荔枝。以前在市場上有賣這種果實，不過由於過度的採集和砍伐森林，使得這種植物變的很稀少。
目前市面上的一些園藝品種，多是由智利的一家苗圃所培育出來的，花的顏色有深紅、粉紅至純白等色系，也有一些是複色的品種。野生的智利風鈴草是鳥媒花，由蜂鳥來幫它授粉。而栽培的智利風鈴草，通常使用人工授粉的方式，因為本種是異花授粉的植物，人工授粉時，不可以拿同一棵植物的花粉來授粉，要拿另外一棵智利風鈴草的花粉來授粉，這樣才會結果實。智利風鈴草的繁殖，除了可以用種子繁殖外，也可以用分株或壓條的方式來繁殖。